# Жуан Вале де Алмейда
Жуан Вале де Алмейда (порт. João Vale de Almeida; нар. 29 січня 1957, Лісабон) — португальський дипломат, Глава представництва ЄС у Вашингтоні.

## Біографія
Народився у 1957 році в Лісабоні, Португалія. Закінчив Лісабонський університет, історичний факультет. Вивчав журналістику і менеджмент в США, Франції, Японії та Великій Британії.
З 1975 року працював журналістом. З 1982 року працює в Представництві Європейського Союзу в Лісабоні. До 2004 року займав керівну посаду в Генеральному департаменті з освіти і культури. Служив заступником головного офіційного представника Європейської комісії.
З 2004 по 2009 роки був начальником кабінету (начальник штабу і головний радник) Європейської комісії на чолі з Жозе Мануел Баррозу. Він супроводжував Голову Європейської комісії Баррозу у всіх Європейських самітах і забезпечував координацію із службовим кабінетом глав держав і урядів у всіх 27 державах-членах Європейського Союзу. Він також виступав постійний особистим представником Голови Європейської Комісії Жозе Боррозу на вищому рівні і представником для перемовин щодо Лісабонської угоди.
З 2009 по 2010 роки працював генеральним директором із зовнішніх зв'язків Європейської комісії. Як найбільш високопоставлений чиновник під керівництвом Єврокомісара у закордонних справах Кетрін Ештон, він допомагав розробляти і здійснювати зовнішню політику ЄС.
10 серпня 2010 року Пан Вале де Алмейда вручив вірчі грамоти Президенту США Бараку Обамі.